# Camila Giorgi
Camila Giorgi, född 30 december 1991 i Macerata, är en italiensk före detta professionell tennisspelare. Hon har till och med april 2023 vunnit fyra singeltitlar på WTA-touren.

## Karriär
I juni 2015 vann Giorgi sin första singeltitel på WTA-touren efter att ha besegrat Belinda Bencic i finalen av Topshelf Open. I oktober 2018 vann hon sin andra titel efter att ha besegrat Jekaterina Aleksandrova i finalen av Linz Open.
I juli 2021, vid OS i Tokyo, blev Giorgi utslagen i kvartsfinalen i damsingeln av bronsmedaljören Elina Svitolina. Följande månad vann Giorgi sin första WTA 1000-turnering då hon besegrade Karolína Plíšková i finalen av Canadian Open.